# Louis Blanchette
Pour les articles homonymes, voir Blanchette.
Louis Blanchette, né le 11 juillet 1739 et mort en août 1793 à San Carlos, actuellement Saint Charles (Missouri) était un explorateur, trappeur canadien et officier de la milice du Pays des Illinois au service de l'Empire espagnol. Il est le fondateur de la ville de Saint Charles (Missouri).

## Source littéraire
Louis Blanchette est un canadien qui voyage à travers les Amériques, par goût de l'aventure, selon l'ouvrage du médecin et écrivain Menra Hopewell (en), Legends of the Missouri and Mississippi ; trois volumes ; Londres ; Beadle & Adams ; 1862-3 :
En l'année 1765, un Français, appelé Blanchette Chasseur, animé par l'amour de l'aventure qui caractérise tous ceux qui vécurent une existence mouvementée et sans répit, remontait le Missouri, avec quelques hommes, dans le but de fonder une colonie dans ce qui était alors une contrée sauvage.
Selon la vision plutôt romantique de Hopewell, Blanchette rencontra un Français (Bernard Guillet) sur le site de St-Charles en 1765. Blanchette, déterminé à s'installer sur ce site, demanda à Guillet, qui était devenu chef d'une tribu Lakota, s'il avait donné un nom à ce lieu.
"Je l'ai nommé Les Petites Côtes", répondit Bernard, "à cause des flancs des collines que vous voyez ici."
C'est ainsi qu'il s'appellera," dit Blanchette Chasseur, "car il est l'écho de la nature — beau de par sa seule simplicité.
Le récit de Hopewell est inexact sur certains points, c'est un récit romantique et littéraire. Il semble par exemple qu'il ait confondu le métier de chasseur de Blanchette avec un nom (Blanchette Chasseur).
Après avoir exploré une partie du Missouri, Louis Blanchette fondera donc en 1769, le village des Petites Côtes (rebaptisé San Carlos puis Saint-Charles).

## Biographie
Louis Blanchette, trappeur, chasseur et négociant en fourrures, originaire du Québec, découvre en 1765, un lieu qu'il juge favorable à une implantation.
En 1769, il revient et s'installe avec sa femme amérindienne (Pawnee) et ses enfants dans ce lieu, alors sous l'autorité du gouverneur espagnol du Pays des Illinois (ou Haute-Louisiane, Alta Luisana) et sert en tant que chef civil et militaire jusqu'à sa mort en 1793, date à laquelle lui succède Don Carlos Tayon. 
Don Louis Blanchette a donc été le premier commandant de San Carlos. À cette époque il n'y a sans doute guère plus d'une douzaine de constructions et bien que la colonie soit sous autorité espagnole, les plupart des habitants sont Français (ou métis-amérindiens).
Il repose dans le cimetière de St. Charles Borromeo à Saint Charles (Missouri).

## Sources
- Hopewell, Menra. Legends of the Missouri and Mississippi ; London ; Ward Lock ; 1874.
- Louis Blanchette, Histoire des familles Blanchet et Blanchette d'Amérique, Histo-Graff, 1996.
- Don and Dianna Graveman, Legendary Locals of St. Charles, Missouri, Arcadia publishing, Charleston, 2016.